# Rhinopoma cystops
Rhinopoma cystops — вид мишохвостих кажанів, поширених на півночі Африки та на Близькому Сході.

## Ареал і середовище проживання
Його ареал включає кілька країн і регіонів півночі Африки та Близького Сходу: Алжир, Буркіна-Фасо, Камерун, Джибуті, Єгипет, Еритрея, Ефіопія, Ізраїль, Йорданія, Лівія, Малі, Мавританія, Марокко, Нігер, Нігерія, Оман, Саудівська Аравія , Сенегал, Сомалі, Південний Судан, Судан, Сирія, Туніс, Західна Сахара та Ємен. Було задокументовано на висотах до 1100 м над рівнем моря.

## Біологія та екологія
Це колоніальний вид, який утворює скупчення, що складаються з кількох особин або до однієї тисячі. Він використовує як печери, так і людські споруди як лежбища.